# 高木博
高木 博（たかぎ ひろし、1914年（大正3年）10月 - 没年不明）は、日本の国文学者、神奈川県立外語短期大学名誉教授。
1940年東京帝国大学文学部国文科卒、文部事務官、明治大学講師、相模女子大学教授、神奈川県立衛生短期大学教授、神奈川県立外語短期大学教授、学長。

## 著書
- 『れんげ姫物語』目黒書店、1948
- 『シーバ王国の黄金 ゴンザーロ、ヒメネス、ケサダ探検隊の話 少年文化教室』目黒書店、1949
- 『ペンギンの国へ ローマ字絵物語』東和社、1949
- 『金いろのしか ローマ字童話集』國民図書刊行会、1950
- 『マルコ・ポーロのぼうけん』日本児童文庫刊行会 アルス日本児童文庫、1958
- 『万葉の世界』東出版、1966 のち桜楓社
- 『黄金探検隊』毎日新聞少年少女シリーズ、1968
- 『万葉の女性』桜楓社、1973
- 『万葉宮廷の哀歓』東京堂出版、1977
- 『万葉一首一話』双文社出版、1982
- 『万葉の遣唐使船 遣唐使とその混血児たち』教育出版センター、1984
- 『長恨歌襍記』双文社出版、1988

### 共編著
- 『国語表記辞典』天沼寧、松尾靖秋共編 冨山房、1950
- 『新日本文学史要説・古典』佐々木克衛、神谷吉行共編 双文社出版、1974
- 『万葉秀歌新撰』編 双文社出版、1975

## 参考
- 『万葉一首一話』著者紹介

| スタブアイコン | サブスタブ | この項目は、まだ閲覧者の調べものの参照としては役立たない、人物に関連した書きかけの項目です。この項目を加筆・訂正などしてくださる協力者を求めています（P:人物伝/PJ:人物伝）。 |